# Brian Bulgaç
Brian Bulgaç (Amsterdam, 7 april 1988) is een Nederlands voormalig professioneel wielrenner.
In 2010 won Bulgaç de Eurode omloop. Ondanks deze overwinning moest hij de opleidingsploeg van Rabobank verlaten. Voor 2011 vond hij onderdak bij Omega Pharma-Lotto-Davo, de opleidingsploeg van Omega Pharma-Lotto. Voor deze ploeg won hij de eindklassementen van de Waalse rittenkoersen Triptyque Ardennais en de Ronde van Luik.
In de seizoenen 2012 en 2013 maakte hij deel uit van de World Tour-ploeg Lotto-Belisol. Aan het einde van 2013 werd zijn aflopende contract niet verlengd. Hierdoor moest hij op zoek naar een nieuwe ploeg. Hij tekende een contract bij het continentale Parkhotel Valkenburg.
Op 28 april 2014 werd bekend dat Bulgaç per 1 mei deel uitmaakt van Giant-Shimano.
Dat was echter van korte duur, want vanaf januari 2015 was hij actief bij Team LottoNL-Jumbo. Sinds februari 2016 reed hij voor Team Vorarlberg. Na dat seizoen stopte Bulgaç.

## Overwinningen
2011
Eindklassement Triptyque Ardennais
Eindklassement Ronde van Luik

## Resultaten in voornaamste wedstrijden
| Jaar | Ronde van Italië | Ronde van Frankrijk | Ronde van Spanje |
| ---- | ---------------- | ------------------- | ---------------- |
| 2012 | 102e             |                     |                  |
| 2013 | 135e             |                     |                  |
| 2014 |                  |                     |                  |

| Jaar | Amstel Gold Race | Luik-Bast.‑Luik | Ronde van Lombardije | Waalse Pijl | Parijs-Tours |
| ---- | ---------------- | --------------- | -------------------- | ----------- | ------------ |
| 2012 | 144e             | opgave          |                      | opgave      | 147e         |
| 2013 | opgave           |                 | opgave               |             |              |
| 2014 |                  |                 |                      |             |              |

## Ploegen
- 2010-Rabobank Continental Team
- 2012-Lotto-Belisol
- 2013-Lotto-Belisol
- 2014-Parkhotel Valkenburg Cycling Team (tot 30/04)
- 2014-Giant-Shimano (vanaf 01/05)
- 2015-Team LottoNL-Jumbo
- 2016-Team Vorarlberg